# Duży Okoń
Duży Okoń (PLH220059) – mająca znaczenie dla Wspólnoty ostoja o powierzchni 21,51 ha, położona w województwie pomorskim na terenie gminy wiejskiej Człuchów w powiecie człuchowskim, włączona do sieci Natura 2000 jako specjalny obszar ochrony siedlisk.

## Opis obszaru
Ostoja Duży Okoń obejmuje typowe śródleśne jezioro lobeliowe Duży Okoń, zasiedlone m.in. przez elismę wodną. Od północy do jeziora przylega płat brzeziny bagiennej na torfie.
Obszar ten jest zagrożony działaniami prowadzonymi w ramach gospodarki rybackiej.

## Siedliska
Okolice jeziora włączone do obszaru w całości pokryte są borami – w większości sosnowymi, częściowo borową postacią brzeziny.
Na terenie ostoi stwierdzono występowanie 2 siedlisk przyrodniczych:
- jezioro lobeliowe, obejmujące 60,20% obszaru,
- lasy bagienne (brzezina bagienna), obejmujące 11,17%.

## Chronione gatunki zwierząt i roślin
Na terenie ostoi występują objęte ochroną gatunkową (na mocy dyrektywy siedliskowej lub prawa polskiego) rośliny:
- elisma wodna
- poryblin jeziorny
- lobelia jeziorna

## Inne formy obszarowej ochrony przyrody
Obszar ostoi nie podlega innym niż Natura 2000 formom obszarowej ochrony przyrody.